# Čestmír Loukotka
Čestmír Loukotka (Chrášťany (Kolín), 12 de novembre de 1895 — Praga, 13 d'abril de 1966) va ser un destacat lingüista nascut a Txecoslovàquia. La seva filla fou Jarmila Loukotková.

## Carrera
Loukotka va proposar una classificació de les llengües d'Amèrica del Sud basada en nombrosos treballs previs. Aquesta classificació contenia una important quantitat de material inèdit i superava amb molt totes les classificacions prèvies.
La classificació de Loukotka va dividir a les llengües d'Amèrica del Sud i les Antilles en 77 famílies diferents, i es va basar en les similituds de vocabulari dels materials i llistes disponibles fins a 1967. La seva classificació de 1968 és la més influent i es va basar en dos esquemes classificatoris previs (1935, 1944) que eren similars a la classificació proposada per Rivet, encara que elevaven el número de família a 94 i 114 famílies, i només posteriorment Loukotka va relacionar diverses d'aquestes famílies en un esquema en què es proposaven parentius entre algunes reduint així el nombre de famílies a 77.

## Obres
- Náboženství Indiánů, Praha 1927, 184 p.
- Indiáni severoameričtí, Praha 1931, 251 p.
- Roztřídění jihoamerických jazyků, Praha 1935.
- Clasificación de las lenguas sudamericanas, Praha 1935.
- Vývoj písma, Praha 1946, 226 p.
- Do Brazílie za Indiány, Praha 1962, 210 p.
- Classification des langues indiennes d'Amérique du Sud, Berkeley, 1968.